# Constantin de Stolberg-Wernigerode
Le comte Constantin de Stolberg-Wernigerode (né le 8 octobre 1843 à Jannowitz, arrondissement d'Hirschberg-des-Monts-des-Géants, province de Silésie et mort le 27 mai 1905 dans la même ville) est un homme politique prussien. Il est haut président de la province prussienne de Hanovre, administrateur de l'arrondissement de Bunzlau et commissaire à Jannowitz.

## Biographie
Constantin est le fils aîné du comte Guillaume de Stolberg-Wernigerode. En 1862, il devient membre du Corps Saxonia Göttingen. En 1894 il devient le président du district de Mersebourg dans la province prussienne de Saxe. Il occupe ce poste jusqu'en 1897. En 1898, après la mort de son père, il reprend ses possessions silésiennes. Il est marié deux fois. Le 12 juillet 1870, il épouse la comtesse Antonie de Stolberg-Wernigerode (1850–1878) à Dönhofstädt, avec qui il a cinq enfants, dont son successeur, le comte Eberhard de Stolberg-Wernigerode (1873–1929). Après la mort de sa femme à Wernigerode en 1878, Constantin se marie le 4 juin 1885 avec la comtesse Élisabeth de Stolberg-Wernigerode (1866–1928), fille aînée du comte Otto zu Stolberg-Wernigerode, avec qui il a deux autres enfants. Après la mort de son mari, elle quitte la Silésie et s'installe à Ilsenburg, où elle meurt en 1928.
Dans le zoo de Wernigerode, le Constantinstein rappelle encore le comte, qui se dresse face aux fondations de l'Elisabethhaus, détruite en 1945. Son fils Othon de Stolberg-Wernigerode (de) devient professeur d'histoire.
Sa fille Dorothea épouse plus tard le juriste et chef SS Harry von Craushaar (de). Sa fille Madeleine (de) (1875–1955) reste célibataire et est la dernière abbesse de l'abbaye de Drübeck. Sa plus jeune fille Anne-Élisabeth (1887-1952) épouse Georg-Heinrich comte von Werthern (1874-1947) en 1911.